# Ломакін Олександр Анатолійович
Олекса́ндр Анато́лійович Лома́кін (1966—2022) —штаб-сержант Збройних Сил України, учасник російсько-української війни.

## Життєпис
Народився 26 лютого 1966 року в місті Охтирка Сумської області.
Під час підступного нападу російської федерації на територію України свідомо прибув до військової частини та став до лав Збройних Сил України.
Загинув 26 лютого 2022 в районі міста Охтирка.

## Нагороди та вшанування
- Орден «За мужність» III ступеня[1].
- Почесний громадянин міста-героя Охтирки.[2]